# Kosihovce
Kosihovce (allemand : Kesselholz,  hongrois : Dacsókeszi) est un village de Slovaquie situé dans la région de Banská Bystrica.

## Histoire
La première mention écrite du village date de 1135.
La localité fut annexée par la Hongrie après le premier arbitrage de Vienne le 2 novembre 1938. En 1938, on comptait 732 habitants dont 8 d'origine juive. Elle faisait partie du district de Balassagyarmat (hongrois : Balassagyarmati járás). Le nom de la localité avant la Seconde Guerre mondiale était Kosihovce/Dacsó-Keszi. Durant la période 1938 - 1945, le nom hongrois Dacsókeszi était d'usage. À la libération, la commune a été réintégrée dans la Tchécoslovaquie reconstituée.

## Démographie

### Évolution de la population
| Année:               | 1994. | 2004.   | 2014.   | 2024.   |
| -------------------- | ----- | ------- | ------- | ------- |
| Nombre de personnes: | 592   | 617     | 579     | 561     |
| Différence:          |       | +4,22 % | -6,15 % | -3,10 % |

| Année:               | 2023. | 2024.   |
| -------------------- | ----- | ------- |
| Nombre de personnes: | 569   | 561     |
| Différence:          |       | -1,40 % |